# عزيز غالي
عزيز غالي هو حقوقي مغربي وأحد المدافعين عن حقوق الإنسان في المغرب، الدفاع عن حقوق الشعب المغربي الديمقراطية والإنسانية والثقافية وحقوقه الاقتصادية.
وقد انتخب في المؤتمر الوطني الثاني عشر للجمعية المغربية لحقوق الإنسان، الذي اختتم أشغاله بتاريخ 28 أبريل 2019، لأعضاء اللجنة المركزية، البالغ عددهم 95 عضوا، والتي تولت بدورها انتخاب أعضاء المكتب المركزي، على وقع استمرار مضايقة السلطات للجمعية، وعدم الحصول على الترخيص لعقد المؤتمر إلا بعد يومين من تاريخ انعقاد المؤتمر، قبل أن يتم الإعلان عن نجاح المؤتمر والعملية الانتخابية بشفافية وثقافة ديمقراطية.
وذلك خلفا لأحمد الهايج وقبله الحقوقية خديجة الرياضي.
ويأتي ترأس عزيز غالي للجمعية المغربية لحقوق الإنسان في ظروف حقوقية واقتصادية حرجة مع اشتداد القبضة المخزنية على حرية التعبير ونشطاء المجتمع المدني المعارضين بالموازاة مع حراك الريف والأحكام المجحفة التي وصلت إلى 20 سنة ضد نشطاء حراك الريف وعلى رأسهم ناصر الزفزافي، والعديد من الصحفيين كرئيس تحرير موقع بديل للصحفي حميد المهداوي وكل الرافضين للأوضاع السياسية والاقتصادية والحقوقية والاجتماعية والإنسانية السائدة وانعدام قيم العدالة وفصل السلطات مع عدم وجود ضمانات وشعور المواطن بالعدالة والمساواة أمام القانون، أمام انعدام ميكانيزمات الدولة الديمقراطية الحديثة في المغرب.
خصوصا أن المغرب مجاور لمسلسل التطور المستمر الحاصل في العالم المدني والديمقراطي في أوروبا، علاوة على دول أمريكا اللاتينية والتنينات الآسيوية وبعض دول إفريقيا جنوب الصحراء على رأسها إفريقيا الجنوبية بعد إسقاط نظام الآبارتايد. ميكانيزمات ديمقراطية تعمل على تقوية فعالية وجدوى المحاسبة والرقابة الشديدة على الثروة من التبدير والنهب والسلطة من استغلال النفوذ خارج إطارها القانوني المتعارف عليه في الشرائع والأعراف الدولية الحديثة.

## لمحة عامة
عزيز غالي هو دكتور في الصيدلة، وقد كان حاضرا في جل المحطات الحقوقية والقضايا التي تمس بصميم الشعب المغربي منها محطة حراك الريف التاريخية، كما كان حاضرا في إحدى المحطّات الثلاث الأهم بمنطقة المينا (شمال إفريقيا والشرق الأوسط): حرب 2003 عندما كان يشتغل بمستشفى «اليرموك»، كما عمل عام 2006 بمستشفى «بنت جبيل» على الحدود الفلسطينية اللبنانية، ثم اشتغل عامَي 2008 و2009 بمستشفى «العودة» داخل غزة، فضلا عن كونه عضو المجلس الدولي للمنتدى الاجتماعي العالمي، ومنسقا عاما للمنتدى الاجتماعي العالَمي للصحة والحماية الاجتماعية، وعضو سكرتارية حركة «صحّة الشعوب»، التي كان منسقا لها عن منطقة شمال إفريقيا والشرق الأوسط.